# Bătălia de la Adrianopol
Bătălia de la Adrianopol a fost o bǎtǎlie dintre goți (cea mai mare parte triburi vizigote și ostrogote), conduși de Fritigern și romani, conduși de împăratul Valens. Bătălia a avut loc la aproximativ 13 km nord de Adrianopol, în provincia romană Tracia, și s-a încheiat cu înfrângerea completă a romanilor. Această bătălie a fost unul dintre punctele de cotitură ale antichității târzii, care a accelerat dezintegrarea Imperiului Roman și a schimbat balanța puterii în favoarea popoarelor germanice.

## Forțele combatante
Se estimează că romanii aveau ceva mai mult de 20.000 de oameni, iar goții în jur de 12-15.000 de oameni. Pe lângă aceștia mai erau 50.000 de civili și 20-30.000 aliați germanici. 

## Desfășurare
Majoritatea forțelor gotice se rezumau la arcași. Infanteria era înarmată cu scramasax, spatha sau fransica, care zdrobea cu ușurință coifurile și scuturile. Mulți dintre soldații lui Fritigern luptaseră în armata romană fiind familiarizați cu terenul și doctrina militară romană.
Rezultatul bătăliei a depins în mare măsură de acțiunile comandantului Fritigern și de pasivitatea generalilor romani. Fritigern a trimis un emisar pentru a amâna bătălia în așteptarea cavaleriei gotice. În același timp, Valens aștepta întăririle de la Grațian. Victor, comandantul cavaleriei, recomandă împăratului să-l aștepte pe Grațian, dar împăratul ignoră această recomandare. Drumul către tabăra gotică a fost parcurs în marș forțat de opt mile fără apă, mâncare și odihnă. Romanii au fost atacați de cavaleria gotică înainte să se organizeze în formație. Fritigern se folosește de tactica amânării, precum și de tratativele cu mai multe triburi sau pârjolirea recoltelor.
Romanii subestimează trupele barbarilor. Fritigern reușește să adune oamenii la timp pentru a-i arunca în luptă. Unii hărțuiesc armatele lui Grațian pentru ca Valens să rămână singur în bătălie. Generalii romani sunt dezorientați, în conflict unul cu celălalt, romanii suportând o adevărată catastrofă. Superioritatea gotică s-a manifestat în materie de comandanți, eficiență, tactică. 

## Consecințele
Goții și romanii fac pace în anul 382, când primilor li se permite să se așeze în Tracia în schimbul serviciului militar.